# 김시원 (1947년)
김시원(金時源, 1947년 6월 16일 ~ )은 대한민국의 배우이다.

## 생애
서울에서 출생하였고 동국대학교에서 연기를 전공하였다. 1966년 연극배우 첫 데뷔를 하였고 3년 후 1969년 TBC 동양방송 공채 탤런트 6기로 정식 데뷔하였다. 이후 TBC, KBS, MBC, EBS, SBS 드라마에서 주연, 조연, 단역 등 다양하게 활동하였다.
연극배우 겸 연기자로서 독립영화 및 연극 후배 양성을 위한 멘토로서 문화 예술 활동을 통해 사회에 기여하며 선한 영향력의 가치를 지향해오고 있다.

## 소속
- 경인상록식당 인천 경인상록식당 공동대표

## 학력
- 1966년 동국대학교 연극영화학과 학사

## 결혼 관련 사생활
전처와 사이에 슬하 1남 1녀를 얻고 나서 이혼 후 50줄이 넘어서까지 독신이다시피 지낸 그는 2000년 6월 장영순이라는 이혼녀와 결혼하였는데 부인 장영순은 지난날 이혼한 前 남편과의 사이에 얻은 3녀를 양육하고 있었으며 장영순의 막내딸 이소훈(1980년 출생)은 2003년 미스코리아 입상 출신이다.

## 출연작

### 연극
- 1966년 《상록수》 ... 갑산이 역(단역)
- 1983년 《돌아오지 않는 해병》 ... 오석만 해병대 중령 역(주연)
- 1986년 《대원군》 ... 조선 철종 덕완군 장황제 이변 역(단역)
- 1993년 《이괄과 흥안군》 ... 조선 광해군 이혼 역(단역)
- 1996년 《사도장헌세자의 불운과 비애》 ... 조선 영조 이금 역(주연)
- 2003년 《세종대왕》 ... 회안대군 이방간 역(조연)

### 뮤지컬
- 1985년 《살짜기 옵서예》

### TV 드라마
- 1974년 TBC 드라마 《맏딸》
- 1977년 TBC 드라마 《별당 아씨》
- 1978년 TBC 드라마 《파도여 말하라》
- 1978년 TBC 드라마 《칸나의 뜰》
- 1979년 TBC 드라마 《대춘향전》
- 1981년 KBS 드라마 《대명》 ... 평양성 군관 역
- 1982년 KBS 드라마 《TV 문학관》
- 1983년 KBS 드라마 《전우》 ... 김중사 역
- 1984년 KBS 드라마 《독립문》
- 1985년 KBS 드라마 《새벽》
- 1985년 KBS 드라마 《황토》
- 1986년 KBS 드라마 《여심》
- 1986년 KBS 드라마 《백마고지》 ... 작전참모 역
- 1986년 KBS 드라마 《내마음 별과 같이》
- 1987년 KBS 드라마 《토지》
- 1988년 KBS 드라마 《따뜻한 남쪽나라》
- 1988년 KBS 드라마 《조선백자 마리아상》
- 1989년 KBS 드라마 《무풍지대》 ... 김상호 역
- 1989년 KBS 드라마 《울밑에 선 봉선화》
- 1989년 KBS 드라마 《달빛가족》
- 1989년 KBS 드라마 《역사는 흐른다》
- 1991년 MBC 드라마 《여명의 눈동자》
- 1991년 KBS 드라마 《가족》
- 1992년 KBS 드라마 《삼국기》 ... 충상 역
- 1993년 KBS 드라마 《먼동》
- 1993년 SBS 드라마 《소설극장》
- 1993년 MBC 드라마 《베스트극장》
- 1993년 KBS 드라마 《살아 남은 자의 슬픔》
- 1994년 KBS 드라마 《한명회》 ... 강맹경 역
- 1994년 KBS 드라마 《역사의 라이벌》
- 1994년 KBS 드라마 《딸부잣집》
- 1995년 EBS 드라마 《언제나 푸른 마음》
- 1995년 KBS 드라마 《서궁》 ... 이덕형 역
- 1996년 KBS 드라마 《파파》
- 1996년 KBS 드라마 《프로젝트》
- 1996년 KBS 드라마 《찬란한 여명》 ... 최시형 역
- 1996년 KBS 드라마 《컬러》
- 1996년 KBS 드라마 《슈팅》
- 1996년 KBS 드라마 《용의 눈물》 ... 배극렴 역
- 1997년 SBS 드라마 《아름다운 그녀》
- 1997년 KBS 드라마 《프로포즈》 ... 남민혁(잡지사 사장) 역
- 1997년 KBS 드라마 《웨딩드레스》
- 1998년 KBS 드라마 《순수》
- 1998년 MBC 드라마 《육남매》
- 2000년 KBS 드라마 《태조 왕건》 ... 수달(능창) 역
- 2001년 MBC 시트콤 《세 친구》 ... 조은숙의 아버지이며 홍승옥의 남편 조시원 역으로 카메오 출연
- 2001년 SBS 드라마 《소문난 여자》
- 2001년 KBS2 드라마 《명성황후》 ... 최성학 역
- 2002년 EBS 드라마 《역사탐구 과거와의 대화》
- 2003년 KBS 드라마 《무인시대》 ... 김자격 역
- 2003년 SBS 드라마 《왕의 여자》 ... 한희길 역
- 2005년 EBS 드라마 《지금도 마로니에는》
- 2005년 KBS 드라마 《불멸의 이순신》 ... 고바야카와 다카카게 역
- 2006년 KBS 드라마 《서울 1945》
- 2007년 SBS 드라마 《연개소문》... 강이식 역
- 2010년 MBC 드라마 《김수로》 ... 호공 역
- 2011년 KBS 드라마 《광개토태왕》 ... 양유 역
- 2012년 JTBC 드라마 《무자식 상팔자》
- 2014년 TvN 드라마 《응급남녀》

### 라디오 프로그램
- 2015년 EBS FM 《EBS 책 읽는 라디오 낭독 시리즈》